# Piptoptera turkestana
Piptoptera turkestana är en amarantväxtart som beskrevs av Aleksandr Andrejevitj Bunge. Piptoptera turkestana ingår i släktet Piptoptera och familjen amarantväxter. Inga underarter finns listade i Catalogue of Life.